# Базордан
Базордан (фр. Bazordan) насеље је и општина у јужној Француској у региону Миди Пирене, у департману Горњи Пиринеји која припада префектури Тарб.
По подацима из 2011. године у општини је живело 123 становника, а густина насељености је износила 13,34 становника/km². Општина се простире на површини од 9,22 km². Налази се на средњој надморској висини од 475 метара (максималној 494 m, а минималној 350 m).

## Демографија
| 1962. | 1968. | 1975. | 1982. | 1990. | 1999. | 2011. |
| ----- | ----- | ----- | ----- | ----- | ----- | ----- |
| 189   | 191   | 176   | 179   | 162   | 157   | 123   |

График промене броја становника у току последњих година